# Chợ xám
Thị trường xám hay chợ xám, là thuật ngữ kinh tế chỉ các hoạt động trao đổi hàng hóa một cách hợp pháp nhưng không chính thức, không được ủy quyền và ngoài mong muốn của nhà sản xuất ra các hàng hóa đó hoặc ngoài ý muốn của cơ quan nhà nước điều tiết thị trường. Chú ý đừng nhầm với chợ đen là các hoạt động trao đổi hàng hóa phi pháp (mặt hàng phi pháp và kênh trao đổi phi pháp). Những mặt hàng thường được trao đổi ở chợ xám là:
- các mặt hàng nhập lậu để khai thác giá mặt hàng cao do thuế quan cao đánh vào hàng nhập chính ngạch (như mỹ phẩm, rượu, thuốc lá, dược phẩm, thực phẩm chức năng,...),
- một số mặt hàng được nhà sản xuất định hướng vào thị trường này lại được trao đổi ở thị trường khác hoặc chưa có kế hoạch phân phối ở thị trường này nhưng đã được nhập vào (phần mềm, điện thoại di động, dược phẩm, ô tô, xe máy, máy ảnh và ống kính máy ảnh,...),
- những mặt hàng hiếm do chưa có hoạt động nhập khẩu chính ngạch nên được các cá nhân nhập về với số lượng nhỏ, lẻ ("hàng xách tay"),
- một số loại chứng khoán không niêm yết (ở một số nước),
- ngoại tệ[1].
- vé xem bóng đá, vé xem biểu diễn nghệ thuật, vé sử dụng dịch vụ giao thông... mua bán không qua đại diện được ủy quyền của nhà tổ chức hay nhà cung cấp dịch vụ.

Chợ xám thuộc khu vực kinh tế ngầm.